# Hohendubrau
Hohendubrau, in alto sorabo Wysoka Dubrawa, è un comune di 2.162 abitanti della Sassonia, in Germania.
Appartiene al circondario (Landkreis) di Görlitz (targa GR) ed è parte della comunità amministrativa (Verwaltungsgemeinschaft) di Diehsa.

## Geografia antropica

### Suddivisioni amministrative

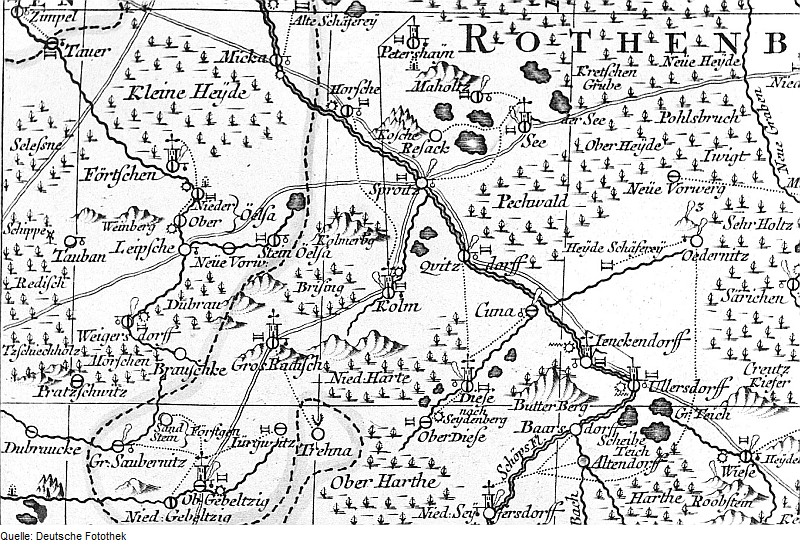
Hohendubrau-Dauban. Oberlausitz carta, Schenk, 1759.

Il territorio comunale si divide in 9 zone (Ortsteil):
- Dauban (Dubo)
- Gebelzig (Hbjelsk)
- Groß Radisch (Radšow)
- Groß Saubernitz (Zubornica)
- Jerchwitz (Jerchecy)
- Ober Prauske (Hornje Brusy)
- Sandförstgen (Borštka)
- Thräna (Drěnow)
- Weigersdorf (Wukrančicy)